# Starry☆Skyのディスコグラフィ
Starry☆Skyのディスコグラフィでは、『Starry☆Sky』の関連CDについて記述する。発売元はヒューネックス。

## ドラマCD

### 星座彼氏シリーズ
彼氏となったキャラがデートなどのシチュエーションで語りかけるCD。

#### Starry☆Sky 〜Capricorn〜
2009年1月30日発売。星座彼氏シリーズのVol.1、キャストは山羊座の男の子土萌羊（声 - 緑川光）。
収録内容
1. Soi-meme-introduction 〜自己紹介〜
2. Avant d'aller vous rencontrer 〜君に会いに行く前に〜
3. Les salutations de la Nouvelle annee 〜新年のご挨拶〜
4. Observation astronomique 〜2人きりの天体観測〜
5. Temps lorsque j'ai gagne le confort 〜楽しかった時間〜
6. Le matin lorsque j'ai reveille 〜目覚めた朝に〜
7. Dans le devant de lui qui s'endort 〜眠りにつくその前に〜
8. Une sensation manquant 〜寂しい気持ち〜
9. Une sensation agreable 〜嬉しい気持ち〜
10. Jalousie 〜君を独り占めしたい〜
11. Un anniversaire 〜親愛なる君に誕生日〜
12. Est utile;une conference 〜スタ・スカお役立ち講座・フランス豆知識〜
13. Construire du richesse-dire 〜占いの館すたりぃすかい〜
14. Mots donner a vous 〜君へ捧げる言葉〜
15. Au revoir maintenant 〜少しのお別れ〜

#### Starry☆Sky 〜Aquarius〜
2009年2月27日発売。星座彼氏シリーズのVol.2、キャストは水瓶座の男の子天羽翼（声 - 鈴村健一）。
収録内容
1. 翼だよ〜ん 〜自己紹介〜
2. デートに行く前は計画的に！
3. チョコちょこパニック
4. 竜宮城へ行こう！
5. 夜道は危ないから気をつけて〜
6. ぐっも〜〜〜〜〜にん♪
7. 夢の中にレッツラゴー
8. さみしい気持ち〜
9. わくわくはっぴーたいむ
10. やきもちっておいしいの？
11. 誕生日おっめでとぉ〜
12. スタ・スカお役立ち講座…今日は簡単な実験編
13. 占いの館すたぁりぃすかぃ〜
14. だぁ〜いすきなハニーへ捧げる愛の言葉っ！
15. ちょっとだけバイバイ！

#### Starry☆Sky 〜Pisces〜
2009年3月27日発売。星座彼氏シリーズのVol.3、キャストは魚座の男の子七海哉太（声 - 杉田智和）。
収録内容
1. 七海哉太だ〜自己紹介〜
2. デートの下準備
3. マニュアルデート…って言うな！！
4. 買い物デートも悪くないな
5. デートの帰りくらい送ってやるよ
6. おっはよ〜さん
7. おやすみ…なさい
8. さみしくなったら呼べよ！
9. 顔がニヤついてるぞ？楽しいことでもあったのか？
10. やきもちなんか妬いてねーよ！！
11. 誕生日おめでとな
12. スタ・スカお役立ち講座…格闘技ってすげーんだぜ！！
13. 占いの館 すたぁりぃすかい
14. 柄じゃねーけど…お前が言ってほしいなら
15. また、すぐに会えるよな？

#### Starry☆Sky 〜Aries〜
2009年4月24日発売。星座彼氏シリーズのVol.4、キャストは牡羊座の男の子不知火一樹（声 - 中村悠一）。
収録内容
1. 不知火一樹〜自己紹介〜
2. 新聞で行き先を決めるのはオヤジ臭いか…
3. 花見は日本の文化だろ？
4. 本日は私がエスコートをさせていただきます
5. 今日『は』、大人しくお帰しします
6. 俺を起こす事が出来るのはお前だけでいい
7. たまには全力で甘えてみろよ
8. 寂しいのに我慢したからお仕置き…
9. 嬉しい気分を俺にもわけてくれよ？
10. お前は俺だけを見てれば良い
11. 生まれてきてくれて、ありがとな
12. スタ・スカお役立ち講座…睡眠について講義する
13. 占いの館 すたぁりぃすかい
14. 俺の手の中にある幸せ
15. 安心して俺に愛されてろ

#### Starry☆Sky 〜Taurus〜
2009年5月29日発売。星座彼氏シリーズのVol.5、キャストは牡牛座の男の子金久保誉（声 - 保志総一朗）。
収録内容
1. 金久保誉〜自己紹介させて〜
2. めいっぱい甘やかしたい
3. たまには牧場でのんびりしようね
4. 波打ち際を君と2人で……
5. 子供扱いじゃないよ
6. 君の一日が素敵なものになりますように
7. 愛の言葉はね、好きな人のためにあるものなんだ
8. 君の望みは僕の望み
9. 君が嬉しいと、僕も嬉しい気持ちで満たされる
10. これ『やきもち』だから
11. 誕生日に幸せを招くおまじない……
12. スタ・スカお役立ち講座…茶道の詫び寂び
13. 占いの館 すたぁりぃすかい
14. 星空の奇跡……
15. この世で一番美しい言葉を君に

#### Starry☆Sky 〜Gemini〜
2009年6月26日発売。星座彼氏シリーズのVol.6、キャストは双子座の男の子水嶋郁（声 - 遊佐浩二）。
収録内容
1. 水嶋郁だけど？〜自己紹介〜
2. 君に会えるまで、あとどれくらい？
3. 紫陽花のち虹、時々恋
4. 君と、地上の星を見つめて
5. 今夜は月が綺麗だよ
6. 起きないとダメ……？
7. 君は、僕の声聞きたくならない？
8. 可愛い子猫ちゃんな、君
9. 君を嬉しくさせられるのは僕だけじゃないと
10. 今からするキスは……やきもち妬かせた罰
11. 僕がいなくなったら、君はいったい誰に恋をするの？
12. スタ・スカお役立ち講座…猫について話しても良い？
13. 占いの館 すたぁりぃすかい
14. 一番嫌いな言葉だけど、君が望むなら
15. 寂しいなら寂しいって、言った方がいいと思うけど？

#### Starry☆Sky 〜Cancer〜
2009年7月31日発売。星座彼氏シリーズのVol.7、キャストは蟹座の男の子東月錫也（声 - 小野大輔）。
収録内容
1. 東月錫也です〜自己紹介〜
2. ……なあ、目を閉じて、口開けて？
3. 可愛すぎてキスしたくなる
4. 俺にも、お前をぎゅーってさせて？
5. 男の子は女の子を守るために、強く生まれてくるんだから
6. 時間通りに起きないお前が悪い
7. 眠れないお前に優しい夢を見せてあげたい
8. 思いっきりわがままを言って、俺を喜ばせてくれないか
9. 今日のお前の素直さは、ちょっと……反則だと思う
10. お前を見る周りの男が信じられないからな
11. ずっと守っていくから……俺のそばにいて
12. スタ・スカお役立ち講座〜錫也お母さんのお料理講座〜
13. 占いの館 すたぁりぃすかい
14. お前のこの手を握るのは、いつだって俺でいさせてほしい
15. 小さい頃みたいにもう駄々こねたりしないよ

#### Starry☆Sky 〜Leo〜
2009年8月28日発売。星座彼氏シリーズのVol.8、キャストは獅子座の男の子陽日直獅（声 - 岸尾だいすけ）。
収録内容
1. 陽日直獅だぜ！〜自己紹介〜
2. 記憶の中の笑顔より、目の前の笑顔に会いたいんだ
3. とても嬉しくて、優しい気持ちになれる
4. 俺は、お前以外の星には興味ない
5. ……じゃあなー！ 愛してるぞ〜〜っ！！
6. はぁぁぁぁー……この距離がもどかしいなぁー……
7. あの月をひと掴みして、お前の髪に飾ってやりたい
8. ……寂しいなら、そんな気持ち俺が吹っ飛ばしてやる
9. その涙を拭うのも俺の役目だろ？
10. 俺は、お前の前では堂々としていたいんだ
11. ……普通のキスより、なんか照れるなー！
12. スタ・スカお役立ち講座〜犬について〜
13. 占いの館〜すたぁりぃすかい〜
14. キスするなって方が……無理だと思わないか？
15. また、すぐに会えるって！

#### Starry☆Sky 〜Virgo〜
2009年9月25日発売。星座彼氏シリーズのVol.9、キャストは乙女座の男の子青空颯斗（声 - 平川大輔）。
収録内容
1. 青空颯斗と申します〜自己紹介〜
2. あなたにそばにいてほしい……いいですか？
3. ねぇ、目をそらさないで僕の方を見てください
4. このまま……ずっと、僕に抱きしめられていてくれますか？
5. ずっと、その笑顔で僕を夢中にさせてください
6. あなたは意外と甘えん坊さんですね
7. こんな夜はあなたと話をしたくなります
8. あなたがそれを僕に望むなら
9. 僕はあなたのおかげで幸せなんでしょうね
10. あなたは本当に僕を夢中にさせる、かわいい人だ……
11. この赤い糸がほつれて切れてしまわないように
12. スタ・スカお役立ち講座〜ピアノについて〜
13. 占いの館〜すたぁりぃすかい〜
14. ……僕の望み、ですか？ それは……
15. お別れする前に……もう一度だけ

#### Starry☆Sky 〜Libra〜
2009年10月30日発売。星座彼氏シリーズのVol.10、キャストは天秤座の男の子星月琥太郎（声 - 石田彰）。
収録内容
1. 星月琥太郎だ〜自己紹介って、めんどいな〜
2. 待たせると怖いからな、あいつ
3. ……お前の言う、星の下でするキスだぞ？
4. ほら、よく眠れるおまじないをしてやるから……
5. 今日はこのまま帰りなさい
6. 後で会いに行くから待ってろよ
7. よくできた彼女で俺も嬉しいぞ
8. 俺はお前を甘やかしてやりたいんだよ
9. 今日は何でも言うことを聞いてやろうか？
10. あぁ、これがやきもちってやつか
11. もう少し、俺に求めてくれてもいいと思うが？
12. スタ・スカお役立ち講座〜学校制度について〜
13. 占いの館 すたぁりぃすかい
14. 本当は寂しくて、いじけてたんだろ？
15. ……お前をずっと、愛してる

#### Starry☆Sky 〜Scorpio〜
2009年11月27日発売。星座彼氏シリーズのVol.11、キャストは蠍座の男の子宮地龍之介（声 - 神谷浩史）。
収録内容
1. 宮地龍之介〜自己紹介だ〜
2. べ、別に俺が食べたいわけじゃないからな
3. こうやって、お前とのんびりしているのが俺は一番落ち着く
4. ……手はこのままつないでいてもいいよな？
5. 他の男の前でそんな顔は絶対にするなよ。いいな？
6. む……何も言ってない。気にするな
7. ……おやすみ。明日もお前に会いたい。良いか？
8. ただ、俺がその……お前と手をつなぎたいだけだ
9. ……なぁ、もっとこっちに来い……。もっと、俺の近くに……
10. 男の嫉妬なんて見苦しいだけだ……
11. これから先も俺と一緒にいてお前のことを色々教えて欲しい
12. スタ・スカお役立ち講座〜クリームについて〜
13. 占いの館〜すたぁりぃすかい〜
14. それから、お前を愛している
15. 俺は、お前の事を好きすぎるからだろう

#### Starry☆Sky 〜Sagittarius〜
2009年12月25日発売。星座彼氏シリーズのVol.12、キャストは射手座の男の子木ノ瀬梓（声 - 福山潤）。
収録内容
1. 木ノ瀬梓〜自己紹介みたいです〜
2. そんな可愛い声でお願いしてもダメですからね
3. でも、今はキス……させてください
4. 僕が勝ったら、先輩からキスしてください
5. 今夜はこの手を取って、僕にさらわれてくれますか？
6. ……僕ばっかりドキドキさせられるのもズルいかな
7. こんなに恋焦がれてるのは、僕だけですか？
8. 僕って、いい彼氏だと思いませんか？
9. 抱きしめるのも、愛を囁くのも……先輩には、一生僕だけです
10. そうですね、少しくらいは妬いていたみたいです
11. 僕を先輩にあげます。……もらってくれますよね？
12. スタ・スカお役立ち講座〜弓道について〜
13. 占いの館 すたぁりぃすかい
14. 一生、僕を惹きつけて離さないでください
15. だから、今はこれだけ……大好きです

#### Starry☆Sky 〜Ophiuchus〜
シリーズ連動の応募者全員サービス。星座彼氏シリーズのVol.13、キャストは蛇遣座の男の子神楽坂四季（声 - 宮野真守）。
収録内容
1. 名前、神楽坂四季……あんたは知ってるだろ？〜自己紹介〜
2. ……手を繋いだから？ 嫌か？
3. あんたは、そうやって俺を幸せにする
4. 蛍は奇跡、でも一緒にいるのは、必然
5. こうして一緒に帰るのは『次』のはじまり
6. うん……起きる、ちゃんと起きるから……
7. 会えないのに声が聞こえるの、ひどくもどかしい
8. 俺もまぬけな顔をしてるに違いない
9. あんたには俺が必要で、俺にはあんたが必要
10. 少し『やきもち』が何か、わかった気がする
11. あんたが望むかぎり、誰よりも近くにいよう
12. スタ・スカお役立ち講座〜13星座について〜
13. 占いの館 すたぁりぃすかい
14. ……こういう時は、愛の言葉とやらを言うといいんだよな？
15. 寂しくなったら、あんたの声で俺を呼べ

### 星座旦那シリーズ
結婚相手となったキャラが行事にちなんだテーマで語りかけるCD。

#### Starry☆Sky 〜Capricorn & Aquarius〜
2010年2月26日発売。星座旦那シリーズのVol.1、キャストは山羊座の土萌羊（声 - 緑川光）と水瓶座の天羽翼（声 - 鈴村健一）。Side-Capricorn-とSide-Aquarius-に分かれている。
収録内容
1. Opening〜Capricorn&Aquarius〜
2. Propose〜一生、君と一緒にいたい〜
3. Morning with Yoh
4. Night with Yoh
5. Astronomical observations with Yoh
6. Seasonal Events〜お正月〜
7. Vacation plans（山羊座の性質：親孝行で家族を大切にする）
8. Night alone（山羊座の性質：仕事に夢中になる）
9. Take care of you（山羊座の性質：健康に気遣ってくれる）
10. Home work（山羊座の性質：一人の時間も大切）
11. Memories of You and Yoh〜幸せは自分で掴むもの〜
12. From Yoh to Tsubasa
13. Propose〜君の全部をください〜
14. Morning with Tsubasa
15. Night with Tsubasa
16. Astronomical observations with Tsubasa
17. Seasonal Events〜節分〜
18. Housework（水瓶座の性質：役割を決めない）
19. Favorite things（水瓶座の性質：一番の理解者でいてほしい）
20. Warmth（水瓶座の性質：相手に触れるのが好き）
21. Free time（水瓶座の性質：相手の自由を尊重する）
22. Memories of You and Tsubasa〜優しく叱って。今は甘えさせて……〜
23. Ending〜Capricorn&Aquarius〜
24. Sweet Dream〜with Yoh＆Tsubasa〜（※初回限定生産分のみ収録のトラック）

#### Starry☆Sky 〜Pisces & Aries〜
2010年4月30日発売。星座旦那シリーズのVol.2、キャストは魚座の七海哉太（声 - 杉田智和）と牡羊座の不知火一樹（声 - 中村悠一）。Side-Pisces-とSide-Aries-に分かれている。
収録内容
1. Opening〜Pisces&Aries〜
2. Propose〜生まれてから今まで待たせたな〜
3. Morning with Kanata
4. Night with Kanata
5. Astronomical observations with Kanata
6. Seasonal Events〜ひな祭り〜
7. Want to be with（魚座の性質：相手との時間を大事にする）
8. Neighborhood rumors（魚座の性質：いつまでも恋人気分でいたい）
9. My only hero（魚座の性質：すぐ感動してしまう）
10. Sacrifice魚座の性質：他人のために無理をする）
11. Memories of You and Kanata〜お前と出会えた運命に感謝する〜
12. From Kanata to Kazuki
13. Propose〜お前のすべてを俺のものにしたい〜
14. Morning with Kazuki
15. Night with Kazuki
16. Astronomical observations with Kazuki
17. Seasonal Events〜お花見〜
18. Priority（牡羊座の性質：男友達を優先する）
19. Should rely（牡羊座の性質：頼られたい）
20. Cleaning with（牡羊座の性質：掃除をあまり好まない）
21. Holiday Dates（牡羊座の性質：動きやすい服が好き）
22. Memories of You and Kazuki〜予測可能の未来を捨てて〜
23. Ending〜Pisces&Aries〜
24. Sweet Dream〜with Kanata&Kazuki〜（※初回限定生産分のみ収録のトラック）

#### Starry☆Sky 〜Taurus & Gemini〜
2010年6月25日発売。星座旦那シリーズのVol.3、キャストは牡牛座の金久保誉（声 - 保志総一朗）と双子座の水嶋郁（声 - 遊佐浩二）。Side-Taurus-とSide-Gemini-に分かれている。
収録内容
1. Opening〜Taurus&Gemini〜
2. Propose〜僕と結婚してくれませんか？〜
3. Morning with Homare
4. Night with Homare
5. Astronomical observations with Homare
6. Seasonal Events〜端午の節句〜
7. Place in the moon（牡牛座の性質：いつもにこにこでマイペース）
8. Wedding rings（牡牛座の性質：相手に対する所有欲が強い）
9. Gentle love（牡牛座の性質：芸術的なセンスの持ち主。上品で上質なものをむ）
10. Give me a kiss（牡牛座の性質:頑固なところがある）
11. Memories of You and Homare〜どうか君がずっと僕の隣にありますように〜
12. From Homare to Iku
13. Propose〜君は僕と一緒にいたい？〜
14. Morning with Iku
15. Night with Iku
16. Astronomical observations with Iku
17. Seasonal Events〜6月の花嫁と雨〜
18. Tell me the words of you（双子座の性質：本心が良く分からない）
19. Sensitive trendy（双子座の性質：流行に敏感）
20. Spiteful husband（双子座の性質：いじめたがりで観察好き）
21. Little lies（双子座の性質：浮気性なところがある）
22. Memories of You and Iku〜幸せは今、この瞬間にある〜
23. Ending〜Taurus&Gemini〜
24. Sweet Dream〜with Homare&Iku〜（※初回限定生産分のみ収録のトラック）

#### Starry☆Sky 〜Cancer & Leo〜
2010年8月27日発売。星座旦那シリーズのVol.4、キャストは蟹座の東月錫也（声 - 小野大輔）と獅子座の陽日直獅（声 - 岸尾だいすけ）。Side-Cancer-とSide-Leo-に分かれている。
収録内容
1. Opening〜Cancer&Leo〜
2. Propose〜これから先の未来も、ずっと一緒にいたい〜
3. Morning with Suzuya
4. Night with Suzuya
5. Astronomical observations with Suzuya
6. Seasonal Events〜七夕〜
7. Jealousy（蟹座の性質：嫉妬深い）
8. A lot of kisses（蟹座の性質：甘やかしたがる）
9. Let's cook together（蟹座の性質：母性的）
10. Reconciliation（蟹座の性質:家庭的で家庭生活を大事にする）
11. Memories of You and Suzuya〜俺の幸せの中心には、いつもお前がいる〜
12. From Suzuya to Naoshi
13. Propose〜陽日直獅、一世一代のプロポーズだからな！〜
14. Morning with Naoshi
15. Night with Naoshi
16. Astronomical observations with Naoshi
17. Seasonal Events〜海の日〜
18. True intention（獅子座の性質：家では本音を漏らす）
19. Delicious happiness（獅子座の性質：豪快）
20. Surprise you（獅子座の性質：ドラマチックな展開を考えるのが好き）
21. Try one's best（獅子座の性質：人を喜ばせようと頑張る）
22. Memories of You and Naoshi〜ゆっくりと離した手だったから……〜
23. Ending〜 Cancer&Leo 〜
24. Sweet Dream〜with Suzuya&Naoshi〜 （※初回限定生産分のみ収録のトラック）

#### Starry☆Sky 〜Virgo & Libra〜
2010年10月29日発売。星座旦那シリーズのVol.5、キャストは乙女座の青空颯斗（声 - 平川大輔）と天秤座の星月琥太郎（声 - 石田彰）。Side-Virgo-とSide-Libra-に分かれている。
収録内容
1. Opening〜Virgo&Libra〜
2. Propose〜あなたとだからこそ願う事です〜
3. Morning with Hayato
4. Night with Hayato
5. Astronomical observations with Hayato
6. Seasonal Events〜お月見〜
7. My Colors（乙女座の性質：自分色に染めようとする）
8. Ordinary home（乙女座の性質：普通の家庭を望んでいる）
9. I want to rule （乙女座の性質：支配的な面がある）
10. Important to you（乙女座の性質：相手に対してマメなところがある）
11. Memories of You and Hayato〜願いをひとつ〜
12. From Hayato to Kotarou
13. Propose〜お前に言いたい言葉がみつかった……〜
14. Morning with Kotarou
15. Night with Kotarou
16. Astronomical observations with Kotarou
17. Seasonal Events〜ハロウィン〜
18. Lonely days（天秤座の性質：孤独には耐えられない）
19. Share issue（天秤座の性質：人に相談しないで問題をためこむ）
20. To be convinced（天秤座の性質：説得力がある）
21. Slacker（天秤座の性質：怠け者）
22. Memories of You and Kotarou〜今はおやすみ。愛しているよ……〜
23. Ending〜 Virgo & Libra 〜
24. Sweet Dream〜with Hayato & Kotarou〜 （※初回限定生産分のみ収録のトラック）

#### Starry☆Sky 〜Scorpio & Sagittarius〜
2010年12月24日発売。星座旦那シリーズのVol.6、キャストは蠍座の宮地龍之介（声 - 神谷浩史）と射手座の木ノ瀬梓（声 - 福山潤）。Side-Scorpio-とSide-Sagittarius-に分かれている。
収録内容
1. Opening〜Scorpio&Sagittarius〜
2. Propose〜今まで以上に大切にする〜
3. Morning with Ryunosuke
4. Night with Ryunosuke
5. Astronomical observations with Ryunosuke
6. Seasonal Events〜いい夫婦の日〜
7. The Shape of Love（蠍座の性質：言葉が少ない愛情表現）
8. Important to you（蠍座の性質：心配性）
9. Our world only（蠍座の性質：2人だけの世界を作りたがる）
10. Desire to monopolize（蠍座の性質:独占欲が強い）
11. Memories of You and Ryunosuke 〜俺が手にした幸せは、この世に二つと存在しないもの〜
12. From Ryunosuke to Azusa
13. Propose〜僕しかあなたを幸せにできません〜
14. Morning with Azusa
15. Night with Azusa
16. Astronomical observations with Azusa
17. Seasonal Events〜大晦日〜
18. Sometimes, jealousy（射手座の性質：さりげない気遣いができる）
19. Straight words（射手座の性質：思ったことを率直に言葉にあらわす）
20. Why a bad mood（射手座の性質：さっぱりしている）
21. Flirtatious tendencies（射手座の性質：浮気性）
22. Memories of You and Azusa 〜どうぞ、そのままで僕を愛して、僕に愛されていてください〜
23. Ending 〜 Scorpio & Sagittarius 〜
24. Sweet Dream 〜 with Ryunosuke & Azusa 〜 （※初回限定生産分のみ収録のトラック）

#### Starry☆Sky 〜Ophiuchus〜
シリーズ連動の応募者全員サービス。星座旦那シリーズのVol.7、キャストは蛇遣座の神楽坂四季（声 - 宮野真守）。
収録内容
1. Opening〜Ophiuchus〜
2. Propose〜大事にする。あんたの未来を……〜
3. Morning with Shiki
4. Night with Shiki
5. Astronomical observations with Shiki
6. Seasonal Events〜クリスマス〜
7. Under the rainbow（蛇遣い座の性質：心に隠された意志はとても強い）
8. Warmth of the sun（蛇遣い座の性質：じっとチャンスを狙って、あせらない）
9. Haircut（蛇遣い座の性質：わりと前向き）
10. The couple help each other（蛇遣い座の性質：善悪の厳しい価値基準をしっかりと持っている）
11. Memories of You and Shiki〜一緒にいよう。ずっと……〜
12. MEnding〜Ophiuchus〜
13. MSweet Dream〜with Shiki〜
14. Under starlit sky with Shiki Kagurazaka （Special track）
15. Before falling in love〜神楽坂四季の場合〜 （Special track）

### 番外編

#### Starry☆Sky 〜in Spring〜 星的温泉浪漫譚
2009年8月28日発売。「Starry☆Sky〜in Spring〜」の番外編ドラマCD。メインキャストは幼なじみの土萌羊（声 - 緑川光）、七海哉太（声 - 杉田智和）と東月錫也（声 - 小野大輔）。
フランス育ちゆえに温泉に行ったことがない羊は、テレビで見た温泉特集に心を奪われ、錫也におねだりする。そこへ哉太も加わり、幼なじみ4人で一泊旅行することに。
収録内容
Disc.1 『★A hot spring story of the star〜星的温泉浪漫譚〜★』
1. I will go together
2. At first it is a hot spring
3. I play by table tennis
4. A lot of happiness
5. Astronomical observation
6. With the friendship and a bath
7. Take a rest at happy night
8. Special morning
9. To you in the dream

Disc.2 『★Spring After Love Story〜友情的恋愛譚〜★』
1. After falling in love 〜東月錫也の場合〜
2. After falling in love 〜七海哉太の場合〜
3. After falling in love 〜土萌羊の場合〜

#### Starry☆Sky 〜in Summer〜 星的砂浜浪漫譚
2010年3月26日発売。「Starry☆Sky〜in Summer〜」の番外編ドラマCD。メインキャストは弓道部の金久保誉（声 - 保志総一朗）、宮地龍之介（声 - 神谷浩史）と木ノ瀬梓（声 - 福山潤）。
インターハイに向けて練習に励む弓道部。誉は息抜きにと自分の別荘へ部員を誘う。その結果3バカも加わり、賑やかな一泊旅行に発展し…。
収録内容
Disc.1 『★A seaside story of the star〜星的砂浜浪漫譚〜★』
1. Let's go to the sea
2. Accommodation of the Day
3. Blue sky and white sand
4. Let's play everybody
5. Astronomical summer
6. Scary stories
7. Nice dream and we
8. Lovely morning
9. Summer memories

Disc.2 『★Summer After Love Story〜仲間的恋愛譚〜★』
1. After falling in love 〜金久保誉の場合〜
2. After falling in love 〜宮地龍之介の場合〜
3. After falling in love 〜木ノ瀬梓の場合〜

#### Starry☆Sky 〜in Autumn〜 星的収穫浪漫譚
2010年5月28日発売。「Starry☆Sky〜in Autumn〜」の番外編ドラマCD。メインキャストは教師陣の星月琥太郎（声 - 石田彰）、陽日直獅（声 - 岸尾だいすけ）と水嶋郁（声 - 遊佐浩二）。
寮の収穫祭当日。いつものようにやる気満々の直獅を尻目に郁と琥太郎はやる気がない。そこへ唐突に現れた琥春が「イノシシ鍋が食べたい」と言い出し、3人と主人公を振り回す。
収録内容
Disc.1 『★A harvest story of the star〜星的収穫浪漫譚〜★』
1. Day before harvest
2. First collect vegetables
3. Digging potatoes
4. Go mushroom hunting
5. Boar VS Naoshi
6. Going to buy materials
7. Are you ready for the pan
8. Dinner with everyone
9. Autumn night sky and the wind

Disc.2 『★Autumn After Love Story〜大人的恋愛譚〜★』
1. After falling in love 〜星月琥太郎の場合〜
2. After falling in love 〜陽日直獅の場合〜
3. After falling in love 〜水嶋郁の場合〜

#### Starry☆Sky 〜in Winter〜 星的大掃除浪漫譚
2010年7月30日発売。「Starry☆Sky〜in Winter〜」の番外編ドラマCD。メインキャストは生徒会の不知火一樹（声 - 中村悠一）、青空颯斗（声 - 平川大輔）と天羽翼（声 - 鈴村健一）。
生徒会主催の大掃除大会。指定された場所をクラスで掃除するこの大会の優勝クラスは、その後の餅つき大会で主人公と一緒に餅つきする権利が与えられる。そんなイベントの一週間前、打ち合わせをしている一樹らの横で翼が不穏な発明を思いつき…。
収録内容
Disc.1 『★A cleaning story of the star〜星的大掃除浪漫譚〜★』
1. A week before the event
2. Cleaning day
3. Student council work
4. Runaway machine
5. Personality change
6. Shirogane&Mechanical Gorilla VS student council
7. Goodbye Mechanical Gorilla
8. Event ends
9. Under the night sky

Disc.2 『★Winter After Love Story〜生徒会的恋愛譚〜★』
1. After falling in love 〜不知火一樹の場合〜
2. After falling in love 〜青空颯斗の場合〜
3. After falling in love 〜天羽翼の場合〜

#### Starry☆Sky 〜in sweet season〜
2010年9月24日発売。「Starry☆Skyシリーズ」の番外編ドラマCD。キャストは2年生組の土萌羊、七海哉太、東月錫也、青空颯斗、宮地龍之介と神楽坂四季。
放課後、小腹を満たすため食堂へ向かった羊、哉太、錫也。その頃、職員室で大量の紅茶をもらった颯斗はケーキを食べようと食堂へ向かう龍之介に遭遇。「ケーキと紅茶は相性がいいから」と一緒に食堂へ向かう途中、空を見上げていた四季と出会い、3人で食堂へ。その結果、甘いもの好きな2年生が勢ぞろいした食堂で放課後のティーパーティーが始まる。
収録内容
Disc．1
1. Sweet time01 〜Beginnings are always sweet〜
2. Sweet time02 〜Elegant party in the afternoon〜
3. Sweet time03 〜Her melancholy〜
4. Sweet time04 〜Investigation into the cause〜
5. Sweet time05 〜Planning meeting for fun〜
6. Sweet time06 〜Begin preparations〜
7. Sweet time07 〜Before the party〜

Disc.2
1. Sweet time08 〜Her secret〜
2. Sweet time09 〜Laughing at each other under the stars〜
3. Love Time kiss you 〜with Capricorn〜
4. Love Time kiss you 〜with Pisces〜
5. Love Time kiss you 〜with Cancer〜
6. Love Time kiss you 〜with Virgo〜
7. Love Time kiss you 〜with Scorpio〜
8. Love Time kiss you 〜with Ophiuchus〜

#### Starry☆Sky 〜in bitter season〜
2010年11月26日発売。「Starry☆Skyシリーズ」の番外編ドラマCD。キャストは3年生組の不知火一樹と金久保誉、1年生組の天羽翼と木ノ瀬梓、そして教師陣の星月琥太郎、陽日直獅と水嶋郁。
一樹は生徒会室で誉が点てたお茶を飲んでいた。そこへ翼、梓、琥太郎、直獅、郁が次々とやってくる。誉が点てたお茶に彼らが興味を示したため、一樹の提案で野点をすることに。
収録内容
Disc.1
1. Bitter time01 〜Let the tea party〜
2. Bitter time02 〜Practice of drinking tea〜
3. Bitter time03 〜Beginning of the Tea Party〜
4. Bitter time04 〜Missing Cat〜
5. Bitter time05 〜Secret Weapon〜
6. Bitter time06 〜Talk to cats 〜
7. Bitter time07 〜Trouble and Trouble〜

Disc.2
1. Bitter time08 〜Emergency escape〜
2. Bitter time09 〜Wish Upon a Shooting Star〜
3. Love Time kiss you 〜with Aquarius〜
4. Love Time kiss you 〜with Aries〜

1. Love Time kiss you 〜with Taurus〜
2. Love Time kiss you 〜with Gemini〜
3. Love Time kiss you 〜with Leo〜
4. Love Time kiss you 〜with Libra〜

1. Love Time kiss you 〜with Sagittarius〜

#### Starry☆Sky 〜13 constellations〜
2011年1月28日発売。「Starry☆Skyシリーズ」の番外編ドラマCD。キャストは13人全員。
ある日の午後、主人公、錫也、龍之介は大学の食堂でランチを摂っていた。2人が最近主人公に元気がないのを心配していると、茶道部の講師として大学にやってきていた誉が合流。3人は主人公を励ますため、双子座流星群が極大を迎える日に天体観測を星月学園でやろうと提案。話は広がり、同窓会を兼ねることになったため、学園にいる先生たちに許可を取るついでにアメリカにいる羊、翼、梓やウィーンにいる颯斗、所在不明の一樹にも連絡を取り、予定をあわせる。
収録内容
Disc.1
1. Starry time01 〜Reunion planning〜
2. Starry time02 〜Contact-From Ryunosuke to Hayato-〜
3. Starry time03 〜Contact-From Yoh to Shiki-〜
4. Starry time04 〜Contact-From Yoh to Azusa-〜
5. Starry time05 〜Contact-From Azusa to Tsubasa-〜
6. Starry time06 〜Contact-From Kotarou to Naoshi&Iku-〜
7. Starry time07 〜Contact-From Homare to Kazuki-〜
8. Starry time08 〜Contact-From Suzuya to Kanata-〜
9. Starry time09 〜Contact-From Yoh&Ryunosuke to Suzuya-〜
10. Starry time10 〜Contact-From Suzuya to you-〜

1. Starry time11 〜The day of the promise-side team Okan-〜

1. Starry time12 〜The day of the promise-side team Ahoge-〜
2. Starry time13 〜All the members gather〜
3. Starry time14 〜Astronomical observations start〜
4. Starry time15 〜Great banquet〜

Disc.2
1. Starry time16 〜Reason for Tears〜
2. Starry time17 〜Look up at the starry sky〜
3. Starry time18 〜Start from here〜
4. Broken heart 〜side Capricorn〜
5. Broken heart 〜side Aquarius〜
6. Broken heart 〜side Pisces〜
7. Broken heart 〜side Aries〜
8. Broken heart 〜side Taurus〜
9. Broken heart 〜side Gemini〜
10. Broken heart 〜side Cancer〜
11. Broken heart 〜side Leo〜
12. Broken heart 〜side Virgo〜
13. Broken heart 〜side Libra〜
14. Broken heart 〜side Scorpio〜
15. Broken heart 〜side Sagittarius〜
16. Broken heart 〜side Ophiuchus〜

#### Starry☆Sky 〜sweet graduation〜
2013年4月26日発売。「卒業」をテーマにしたシリーズの1枚目。登場するのは2年生組の土萌羊、七海哉太、東月錫也、青空颯斗、宮地龍之介、神楽坂四季の6人。
哉太が20歳の誕生日を迎え、同級生全員が成人した。それを祝うため久しぶりに集まって写真を見ながら思い出話に花を咲かせる。
収録内容
1. 2年後の再会〜Side 20-year-old〜
2. 笑顔の計画〜Side 18-year-old〜
3. 卒業式イブ〜Side 18-year-old〜
4. 幕間〜Side 20-year-old〜
5. 第二ボタンを君に〜Side 18-year-old〜
6. そして、これから〜Side 20-year-old〜
7. それぞれの道へ〜Side 18-year-old〜

#### Starry☆Sky 〜bitter graduation〜
2013年5月31日発売。「卒業」をテーマにした2枚目。登場するのは3年生組の不知火一樹、金久保誉、1年生組の天羽翼、木ノ瀬梓、教師陣の水嶋郁、陽日直獅、星月琥太郎。
翼と梓が卒業する日、主人公と一樹、誉がその卒業を祝いに学園へやってくる。しかし、最後だというのに翼の発明品が暴走し、卒業式前に騒動を起こす。
収録内容
1. 波乱の卒業式前夜！
2. 訪れた星月学園の先輩達
3. 最後の爆発事件、勃発！？
4. 僕達が出来る、最後の……
5. 『繋がり』をくれた、この学園へ
6. 巣立っていく、君達へ

### Film Festival
ドラマCDシリーズ。メインキャラクター13人の他、サブキャラクターから3バカトリオ、白銀桜士郎、星月琥春、水嶋有李、金久保環、金久保詩、金久保奏が登場。
すべて2枚組CD。

#### Vol.1 〜Tears of the Polestar〜
2011年7月29日発売。
ある日星月グループ総帥の星月幸之助が学園を訪れ、映画祭に出展する映画を学園の生徒で作ると言い出した。幸之助は呆れる琥太郎をよそにメンバーを選び出す。何故かその中には転校したはずの羊や教師である琥太郎、直獅、郁も入っていた。反対の声も聞かず自らメガホンを取り、クランクインまで練習するという幸之助に誰も逆らえず、彼が持ち込んだ「Zodiac sign」という脚本で映画を撮ることに。
収録内容
Disc1 Film Festival
1. Film Festival 〜Reunion〜
2. Film Festival 〜Premonition〜
3. Film Festival 〜Boredom〜
4. Film Festival 〜Appearance〜
5. Film Festival 〜Circumstances〜
6. Film Festival 〜Raid〜
7. Film Festival 〜Preaching〜
8. Film Festival 〜Consultation〜
9. Film Festival 〜Starting〜
10. Tears of the Polestar

Disc2 Tears of the Polestar
1. Libra disappointment
2. Pride of Aries
3. Find constellations at night
4. Constellation plans to collect
5. Spirit of Leo
6. Melancholy of Gemini
7. Terms of Aquarius and Sagittarius
8. Virgo loyalty
9. Capricious Capricorn
10. Pisces wishes
11. Embarrassment of Ophiuchus
12. Taurus and Scorpio speculation
13. Ambition Cancer
14. The name of the organization...Zodiac

#### Vol.2 〜The presence of fellow〜
2011年8月26日発売。
共通の目的のために怪盗集団「Zodiac」を結成した13人の男達。根気よく情報収集を続けるが、なかなか有力な手がかりがつかめないでいた。時間を無駄にすまいと小さな任務をこなしながら組織のあり方を考えるLibraの元へ、“Tears of the Polestar”に繋がる重要な情報が舞い込む。その真偽を1人で確かめに行ったLibraを待ち受けていたのは…。
収録内容
Disc1 The presence of fellow
1. I can not believe this……
2. I will investigate……
3. I can be alone……
4. I protect……
5. I want to believe……
6. I hope that……

Disc2 Constellations Memory
1. I want to cherish……
2. The presence of fellow
3. Bygone days-Side Libra-
4. Bygone days-Side Aries-
5. Bygone days-Side Virgo-
6. Bygone days-Side Taurus-
7. Bygone days-Side Gemini-
8. Bygone days-Side Scorpio-
9. Bygone days-Side Ophiuchus-
10. Tears of the Polestar

#### Vol.3 〜Fragments of the Past〜
2011年9月30日発売。
「Zodiac」に加入し、だんだん集団行動に慣れてきたCapricorn、Pisces、Sagittarius、Aquarius。だが、ある任務の最中に仲間割れしてしまい、危うく任務を失敗しかける。AriesとLibraは怒り、“仲間”とは何かを考えろ、と4人に3つの課題を出し、そのお目付け役にLeoとCancerを指名する。6人は早速課題に取り掛かり、その調査の過程で1人の少女と出会って親しくなるが…。
収録内容
Disc1 Fragments of the Past
1. Garnet-Dark passion-
2. Amethyst-Intelligence-
3. Aquamarine-Bring happiness-
4. Diamond-Gem sparkle-
5. Emerald-Mental balance-
6. Pearl-Dignity of the Queen-
7. Ruby-Allegations of Love-
8. Peridot-Bonds of Destiny-

Disc2 Constellations Memory
1. Sapphire-Honesty-
2. Opal-Innocence-
3. Topaz-Hope-
4. Tanzanite-Person of great pride-
5. Bygone days-Side Leo-
6. Bygone days-Side Cancer-
7. Bygone days-Side Pisces-
8. Bygone days-Side Capricorn-
9. Bygone days-Side Sagittarius-
10. Bygone days-Side Aquarius-
11. The Sign

#### Vol.4 〜Zodiac sign〜
2011年10月28日発売。
“Tears of the Polestar”へ繋がる情報を求め、大小構わず様々なものを盗む「Zodiac」。いつしか彼らは「世界一の怪盗集団」と呼ばれるようになっていた。そんなある日、Zodiacは“Tears of the Polestar”の在り処に辿り着くが、同時に彼らと同様“Tears of the Polestar”を狙う者がいることを知る。仲間を集めたLibraとAriesは全員で情報収集を開始。そしてそれぞれが持ち帰った情報を基に作戦会議が始まる。決行は「星祭の夜」。彼らの運命や如何に…。
Disc1の2〜9曲目、Disc2の3〜15曲目は好きなキャラクターのトラックを選んで、そのキャラクターとの出会いを楽しむという構成になっている。
収録内容
Disc1 Zodiac sign
1. Belief in only one
2. Mission〜Aries＆Virgo〜
3. Mission〜Libra&Gemini〜
4. Mission〜Taurus〜
5. Mission〜Cancer〜
6. Mission〜Capricorn&Pisces〜
7. Mission〜Leo＆Scorpio〜
8. Mission〜Ophiuchus〜
9. Mission〜Sagittarius&Aquarius〜
10. Step by step
11. Determination, and...
12. From that day...

Disc2 The fate of the constellation
1. Facing straight
2. Mission Start
3. Reunion〜Libra〜
4. Reunion〜Aries〜
5. Reunion〜Taurus〜
6. Reunion〜Virgo〜
7. Reunion〜Gemini〜
8. Reunion〜Scorpio〜
9. Reunion〜Ophiuchus〜
10. Reunion〜Leo〜
11. Reunion〜Cancer〜
12. Reunion〜Pisces〜
13. Reunion〜Capricorn〜
14. Reunion〜Sagittarius〜
15. Reunion〜Aquarius〜
16. The fate of the constellation
17. Let's Film Festival!!!

## ゲームの関連CD

### サウンドトラック

#### 星色音楽集
2009年9月25日発売。
1. in Spring
2. in Summer
3. in Autumn
4. in Winter
5. for the Capricorn
6. for the Aquarius
7. for the Pisces
8. for the Aries
9. for the Taurus
10. for the Gemini
11. for the Cancer
12. for the Leo
13. for the Virgo
14. for the Libra
15. for the Scorpio
16. for the Ophiuchus
17. for the Sagittarius
18. A sound of the Sun
19. A sound of the Mercury
20. A sound of the Venus
21. A sound of the Earth
22. A sound of the Moon
23. A sound of the Mars
24. A sound of the Jupiter
25. A sound of the Saturn
26. A sound of the Uranus
27. A sound of the Neptune
28. A sound of the Pluto
29. A sound of the Star
30. One shooting star
31. Tears of the Polestar
32. Wonderful night
33. Galactic dream
34. Name of the Constellation
35. Under the Starry☆Sky

#### 月色音楽集
2011年4月22日発売。
1. After Spring〜降りしきる桜の様に〜
2. After Summer〜永劫胸に残る夏〜
3. After Autumn〜忘れ得ぬ秋の匂い〜
4. After Winter〜この純白に誓おう〜
5. 柔らかな日差し
6. 雲間からこぼれる夏の名残
7. 踏み鳴らした落ち葉の音
8. 溶けること無い花雪
9. 重ねた想いを花束にして
10. 結末はひとつ、ハッピーエンドだよ
11. 組み上げられない物は無い
12. 君が作るたった一つの感情
13. 振り払いたい弱さ
14. 切り撮った時間の先
15. 知り得ぬ未来があるのなら
16. 過去に縛られる事はもうない
17. 優しい雨となって君を潤そう
18. この幸せを伝えきれないから
19. 万の愛の言葉を捨てて
20. 一時と思ったぬくもり
21. 離れられるわけがない
22. ずっと変わらなかったもの
23. 一つ一つの出来事がとても新鮮
24. 永遠にお前に恋をし続ける
25. 願いを一つ、聞いてくれますか?
26. 心から何かを欲する事
27. 柔らかな鎖を 心ゆくまで繋ごうか
28. 淡い幸せを閉じ込めて
29. 戸惑う時間もないままに
30. ただ一つ差し出せるもの
31. きっとそれは稀なる奇跡
32. 永遠を疑うと言うのなら
33. 欠片は重なり、やがて一つの道となる
34. 極彩色を紡ぐ宝
35. ありったけの愛を君に

### 主題歌集

#### 初恋色歌謡集
2011年10月28日発売。『in Spring』から『in Winter』までのオープニング曲4曲とそのカラオケトラックを収録。
すべて、作詞作曲はあるるかん。
収録曲
1. Starry☆Sky
  - 歌：土萌羊（緑川光）、Starry☆Sky 〜in Spring〜のオープニング曲。
2. Shoot High
  - 歌：宮地龍之介（神谷浩史）、Starry☆Sky 〜in Summer〜のオープニング曲。
3. Lies, Truth, and Our Destiny
  - 歌：陽日直獅（岸尾だいすけ）、Starry☆Sky 〜in Autumn〜のオープニング曲。
4. Grayed Out
  - 歌：不知火一樹（中村悠一）、Starry☆Sky 〜in Winter〜のオープニング曲。
5. Starry☆Sky（karaoke ver）
6. Shoot High（karaoke ver）
7. Lies, Truth, and Our Destiny（karaoke ver）
8. Grayed Out（karaoke ver）

#### 最愛色歌謡集
2012年11月30日発売。ファンディスク『After Spring』から『After Winter』までのオープニング曲とそのカラオケトラックを収録。
すべて、作詞作曲はあるるかん。
収録曲
1. PLANISPHERE
  - 歌：土萌羊（緑川光）、Starry☆Sky 〜After Spring〜のオープニング曲。
2. Star dust flash back
  - 歌：金久保誉（保志総一朗）、Starry☆Sky 〜After Summer〜のオープニング曲。
3. GET CLOSER
  - 歌：陽日直獅（岸尾だいすけ）、Starry☆Sky 〜After Autumn〜のオープニング曲。
4. SONG 4 U
  - 歌：天羽翼（鈴村健一）、Starry☆Sky 〜After Winter〜のオープニング曲。
5. PLANISPHERE（karaoke ver）
6. Star dust flash back（karaoke ver）
7. GET CLOSER（karaoke ver）
8. SONG 4 U（karaoke ver）

#### 星降る宵の終曲集
2012年11月30日発売。ファンディスク『After Spring』から『After Winter』までのエンディング4曲、ドラマCDシリーズ『Film Festival』に使われた2曲とそれらのカラオケトラックを収録。
作詞作曲、演奏はすべてAntistar。
収録曲
1. 流星のゆくえ
  - Starry☆Sky 〜After Spring〜のエンディング曲。
2. ギンガノミチ
  - Starry☆Sky 〜After Summer〜のエンディング曲。
3. Blue Moon
  - Starry☆Sky 〜After Autumn〜のエンディング曲。
4. orion
  - Starry☆Sky 〜After Winter〜のエンディング曲。
5. TEARS OF THE POLESTAR
6. The Sign
7. 流星のゆくえ(Inst.ver)
8. ギンガノミチ(Inst.ver)
9. Blue Moon(Inst.ver)
10. orion(Inst.ver)
11. TEARS OF THE POLESTAR(Inst.ver)
12. The Sign(Inst.ver)

## アニメの関連CD

### テーマソング「Starry☆Days」
2011年4月27日発売。アニメ『Starry☆Sky』の主題歌CD。
収録内容
1. 「Starry☆Days」 Vocal Version
  - 歌 - 土萌羊（緑川光）／天羽翼（鈴村健一）／木ノ瀬梓（福山潤）
2. 「Starry☆Days」 Instrumental Version
3. 「たったひとつのStory」 
  - 歌 - 夜久月子（折笠富美子）
4. 「Starry☆Days」 Off Vocal Version
5. 「たったひとつのStory」 Off Vocal Version

### オリジナル・サウンドトラック〜Starry Garden〜
2011年5月25日発売。アニメ『Starry☆Sky』のサウンドトラック。
収録曲
1. Opening Theme
2. Childhood Memory
3. Meeting Again
4. Ordinary Days
5. Longing
6. Kind and Caring〜Pf ver.〜
7. Kind and Caring
8. Silent World
9. Everyday Life
10. Fun Days
11. Student Council
12. White Silence
13. Peace Of Mind
14. Unfulfilled Wish
15. Soothing Mood
16. Forget-me-not
17. Blind Hatred
18. Past Sorrows
19. Precious Things
20. Linkage
21. Intuition
22. Complicated Hearts
23. Starry☆Days (Instrumental Version) 〜Anime Size〜
24. Happy Moments
25. Almost In Despair
26. Tight Feeling
27. Circle Of Rivals
28. Still Of The Night
29. Spontaneous Laughter
30. Bright Future
31. A Small Wish
32. Best Friend
33. Full Of Hope
34. Starry☆Days (Vocal Version) 〜Anime Size〜

### Webラジオ『星月学園新聞部』DJCD
第1巻
2011年5月25日発売。出演：諏訪部順一、緑川光、平川大輔、福山潤、遊佐浩二
第2巻
2011年9月26日発売。出演：諏訪部順一（白銀桜士郎役）、ゲスト：石田 彰(星月琥太郎役）、小野大輔(東月錫也役）、杉田智和(七海哉太役）、折笠富美子(夜久月子役）
第3巻
2012年2月22日発売。出演：諏訪部順一（白銀桜士郎役）、岸尾だいすけ（陽日直獅役）、中村悠一（不知火一樹役）、緑川光（土萌羊役）